# Plagiorhynchus charadriicola
Plagiorhynchus charadriicola är en hakmaskart som först beskrevs av Dollfus 1953.  Plagiorhynchus charadriicola ingår i släktet Plagiorhynchus och familjen Plagiorhynchidae. Inga underarter finns listade i Catalogue of Life.